# František Bíbus
František Bíbus (24. ledna 1903 Ústí nad Orlicí – 11. srpna 1966 Pardubice) byl český spisovatel, povoláním právník.

## Život
Narodil se v rodině továrního tkalce Václava Bibuse (1870–??) a jeho manželky Justiny, rozené Čadové (1870–??), jako třetí z pěti synů. Vyrůstal v náboženském prostředí, nejstarší bratr Josef se stal knězem, další bratr Václav, který byl truhlářem, byl vězněn na Mírově. Po maturitě na klasickém gymnáziu v Hradci Králové vystudoval úspěšně v letech 1923–1927 právnickou fakultu Univerzity Karlovy.
Po studiích pracoval jako právník Ředitelství pošt a telegrafů, nejprve v Bratislavě a od roku 1932 v Pardubicích.
Byl pochován ve svém rodišti.

## Dílo
Ve svém díle popisoval František Bíbus rodné město, i když se jeho název v textech nevyskytuje. Kritikou bylo dílo přijato vcelku příznivě. I komunistické Rudé právo ocenilo román Jde za námi věrolomník slovy: „... kniha je dílem dobrého průměru a poctivého slovesného úsilí.“
Byl členem Moravského kola spisovatelů.

### Noviny a časopisy
Od roku 1941 do roku 1944 (zánik časopisu) přispíval mj. do měsíčníku Řád.

### Knižní vydání
- Vítr a plášť (cyklus povídek, doslov František Křelina, kresby Josef Novák; V Praze, Nakladatelství Vyšehrad, 1943)
- Jde za námi věrolomník (v Praze, Katolický literární klub, 1946)
- Za groš kudla (obálka a ilustrace Jana Černého; v Brně, Družstvo Moravského kola spisovatelů, 1947)

### Fotografie
Fotografie Františka Bíbuse byly zveřejněny v časopisech Československá fotografie a Fotografie.